# Chorebus stenocerus
Chorebus stenocerus är en stekelart som först beskrevs av Thomson 1895.  Chorebus stenocerus ingår i släktet Chorebus och familjen bracksteklar. Inga underarter finns listade i Catalogue of Life.